# دیوید کال
دیوید کال (انگلیسی: David Call؛ زادهٔ ۱۴ اوت ۱۹۸۲) یک هنرپیشه اهل ایالات متحده آمریکا است. وی از سال ۲۰۰۵ میلادی تاکنون مشغول فعالیت بوده است.
او در فیلم شب تاریکی بود بازی کرده است.